# Reselets
Reselets (búlgaro: Реселѐц) es un pueblo de Bulgaria perteneciente al municipio de Chervén Bryag de la provincia de Pleven.
Se ubica a orillas del río Iskar, unos 3 km al suroeste de la capital municipal Chervén Bryag.

## Demografía
En 2011 tenía 1028 habitantes, de los cuales el 71,88% eran étnicamente búlgaros y el 15,95% gitanos.
En anteriores censos su población ha sido la siguiente:
| Gráfica de evolución demográfica de Reselets entre 1934 y 2011 |
|                                                                |